# Йохансен, Рой
Рой Йохансен (норв. Roy Johansen, 27 апреля 1960, Осло, Норвегия) — норвежский, главный тренер сборной Норвегии по хоккею с шайбой с 2001 по 2016 год.

## Биография
В качестве хоккеиста большую часть своей карьеры Йохансен провел в клубе «Волеренга». В составе которого он несколько раз становился чемпионом страны. Долгое время входил в состав сборной Норвегии. В её составе Йохансен участвовал на трех Зимних Олимпийских играх 1984, 1988 и 1994.
Став тренером, Рой Йохансен несколько лет отработал в «Волеренге». Этот клуб он несколько раз приводил к победе в чемпионате Норвегии. С 2001 года специалист возглавляет национальную сборную страны. Под его руководством норвежцы доходили до 1/4 финала мировых первенств, а также дважды участвовали в Олимпийских играх 2010 и 2014 гг.

## Достижения

### Хоккеиста
- Победитель Норвежской хоккейной лиги: (7)  : 1982, 1984, 1987, 1988, 1991, 1992, 1993.

### Тренера
- Победитель Норвежской хоккейной лиги: (3)  : 1998, 1999, 2001.